# Bill McKay – Der Kandidat
Bill McKay – Der Kandidat (Originaltitel: The Candidate) ist ein US-amerikanisches Filmdrama von Michael Ritchie aus dem Jahr 1972.

## Handlung
Der Demokratischen Partei droht bei den Gouverneurswahlen in Kalifornien ein weiteres Wahlfiasko. Der amtierende Senator Jarmon von den Republikanern scheint unschlagbar zu sein. Keiner der etablierten Politiker will sich gegen Jarmon aufstellen lassen, weshalb die Demokraten zu einem neuen, unbekannten Gesicht greifen müssen – dem sozialliberalen Anwalt Bill McKay, dessen Vater John J. McKay früher Gouverneur Kaliforniens war. McKay lässt sich überreden und aufstellen. Seine einzigen Bedingungen: Er will sagen können, was er für richtig hält und zudem seinen Vater aus dem Wahlkampf heraushalten. Die Wahlkampfmanager sagen zu, da sie ohnehin kaum eine Chance für McKay sehen. Dennoch ist das Wahlkampfprogramm hart: eine Masse von Terminen, Stellungnahmen zu jedem denkbaren Thema, Vorsicht vor Fangfragen, Diskussionen mit Armen und Unterprivilegierten, Menschenmengen (einmal fängt sich McKay sogar einen Faustschlag ins Gesicht ein) und immer wieder TV-Auftritte.
McKays progressive und sozialliberale Ansichten, die im krassen Gegensatz zu Senator Jarmons konservativen Positionen stehen, bringen ihm viele Sympathien ein und die Wählergunst neigt sich mehr und mehr McKay zu. Jedoch wird er gleichzeitig immer mehr Teil der gutgeölten Wahlkampagne, die, angeführt von ihrem Wahlkampfmanager Marvin Lucas, einen Slogan entwirft (im Original: "Bill McKay – The better way"), hinter dem McKays sozialliberale Anliegen immer mehr verschwinden. Ein Wahlhelfer sagt ihm sogar ins Gesicht, dass er von McKays Ansichten nicht viel hält, aber dass McKay sie trotzdem vortragen soll, weil sie helfen die Wahl zu gewinnen. Der pausenlose Wahlkampf, bei dem er seinen Slogan "The better way" (in der deutschen Übersetzung: "Es gibt einen besseren Weg") stets wiederholt, führt bei McKay zu einer Art Nervenzusammenbruch, als er bei einer Pause zwischen zwei Wahlauftritten Versatzstücke seiner Reden zu sinnlosen, widersprüchlichen Aussagen zusammenfügt – es scheint sich eine immer größere Unsicherheit bei ihm einzustellen, welchen Zweck seine Wahl überhaupt hat.
Dennoch steigt McKays Beliebtheit in den Umfragen immer weiter, bis es schließlich zu einem Kopf-an-Kopf-Rennen mit Senator Jarmon kommt und dieser einem Fernsehduell zustimmt, bei dem er am Ende der Debatte die Fassung verliert, da er sich offensichtlich an McKays sozialliberalen Ansichten stört. Am Ende holt Bill McKay den Wahlsieg, aber er scheint unsicher zu sein, wofür er den Sieg errungen hat. In der letzten Replik fragt McKay seinen Wahlkampfmanager Marvin Lucas: "Was machen wir jetzt?", bekommt jedoch keine Antwort. Der Film endet damit, dass seine Anhänger ihn feiern.

## Hintergrund
Redford setzte sich vehement für dieses Filmprojekt ein, weil er 1968 Zeuge des erstarrten Wahlkampfes zwischen Richard Nixon und Hubert Humphrey gewesen war. Die Authentizität liegt in der Erfahrung von Regisseur Ritchie und Drehbuchautor Larner begründet. Ritchie inszenierte 1970 Fernsehauftritte für einen Senatoren-Anwärter; Larner schrieb schon 1968 Reden für Senator Eugene McCarthy. Zudem war eine große Anzahl von Wahlkampfmanagern am Film beteiligt. Entweder fungierten sie als Berater oder spielten sich selber.
Der Film wurde fast parallel zur Watergate-Affäre uraufgeführt. Die Nixon-Ära endete und Redford spielte zusammen mit Dustin Hoffman in einem weiteren Politdrama unter dem Titel Die Unbestechlichen (1976).
1998 erschien der Film Mit aller Macht und 2011 The Ides of March – Tage des Verrats mit ähnlichen Thematiken, in dem John Travolta und George Clooney jeweils einen demokratischen Präsidentschaftskandidaten spielen.

## Kritiken
Bill McKay wurde allgemein mit positiven Kritiken bedacht, ein neuerer Kritiker äußerte sich etwa, die warnende Geschichte aus dem Jahr 1972 sei „prophetisch in ihrer Botschaft“ gewesen. Vincent Canby von der New York Times lobte 1972 die Leistung von Robert Redford in der Hauptrolle und schrieb: „The Candidate ist ernsthaft, aber sein Ton ist auf kalte Weise komisch, als ob er von Menschen gemacht wurde, die die Hoffnung bereits aufgegeben haben.“ Der filmdienst urteilte: „Interessante und spannende Analyse amerikanischer Wahlkampf-Methoden; streckenweise eine humorvoll-satirische Auseinandersetzung zwischen persönlicher Überzeugung und politischer Opportunität.“

## Auszeichnungen
- 1973: Oscar in der Kategorie Bestes Originaldrehbuch, eine weitere Nominierung
- 1973: WGA Award der Writers Guild of America für das Beste Drehbuch eines Dramas

## Deutsche Fassung
Die deutsche Synchronfassung entstand durch die Deutsche Mondial Film GmbH, München.
| Rolle          | Darsteller       | Synchronsprecher      |
| -------------- | ---------------- | --------------------- |
| Bill McKay     | Robert Redford   | Christian Brückner    |
| Marvin Lucas   | Peter Boyle      | Horst Sachtleben      |
| John J. McKay  | Melvyn Douglas   | Klaus W. Krause       |
| Senator Jarmon | Don Porter       | Wolf Ackva            |
| Klein          | Allen Garfield   | Gernot Duda           |
| Nancy McKay    | Karen Carlson    | Dagmar Heller         |
| Corliss        | Michael Lerner   | Rainer Basedow        |
| Jenkin         | Quinn K. Redeker | Gert Günther Hoffmann |
| Starkey        | Kenneth Tobey    | Wolfgang Hess         |
| sie selbst     | Natalie Wood     | Heidi Treutler        |